# Centris scutellaris
Centris scutellaris är en biart som beskrevs av Heinrich Friese 1899. Centris scutellaris ingår i släktet Centris och familjen långtungebin. Inga underarter finns listade.